# Roberto Urquía
Roberto Daniel Urquía (General Deheza, 24 de diciembre de 1948) es un administrador, contador público nacional, político y empresario argentino, miembro del Partido Justicialista, que se desempeñó como senador nacional por la provincia de Córdoba entre 2003 y 2009. Dirige el Grupo Aceitera General Deheza (AGD), fundado por su padre, una de las principales empresas agroindustriales de Argentina.

## Biografía
Nació en General Deheza en la provincia de Córdoba en 1948. Estudió Administración y Contador Público Nacional en la Universidad Nacional de Córdoba (UNC). Fue docente en la UNC y en un instituto secundario. Entre 1980 y 1990 fue presidente del Club Atlético Acción Juvenil Tiro y Gimnasia.
Miembro del Partido Justicialista, en 1983 fue elegido concejal del municipio de General Deheza. En 1987 se convirtió en intendente de su localidad natal, siendo reelegido en 1991 y 1995. En 1999 fue elegido a la Cámara de Senadores provincial por el Departamento Juárez Celman, presidiendo la comisión de Economía, Presupuesto y Hacienda. En 2001 fue elegido miembro de la Legislatura provincial por el mismo departamento, ocupando también la presidencia de la comisión de Economía, Presupuesto y Hacienda.
En las elecciones legislativas de 2003 fue electo senador nacional por Córdoba por la alianza Unión por Córdoba. Formó parte del bloque del Frente para la Victoria (FPV), apoyando al gobierno nacional del presidente Néstor Kirchner. En las elecciones legislativas de 2007 encabezó la lista de candidatos a diputados nacionales del FPV, quedando en tercer lugar. Si bien fue electo, permaneció en la cámara alta.
En el Senado, presidió la comisión de Economías Regionales, Micro, Pequeña y Mediana Empresa; siendo vocal en las comisiones de Industria y Comercio; Agricultura, Ganadería y Pesca; Coparticipación Federal de Impuestos; y de Economía Nacional e Inversión.
En 2008 votó en contra del proyecto de Ley de Retenciones y Creación del Fondo de Redistribución Social. Aunque inicialmente apoyó la medida, las presiones de los ruralistas en su provincia llevaron a que se oponga a la ley, alejándose del bloque del FPV y renunciando a la presidencia de la comisión de Presupuesto y Hacienda del Senado. Estuvo ausente en la votación de la Ley de Servicios de Comunicación Audiovisual. Su mandato en el Senado concluyó en diciembre de 2009.
En el ámbito privado, en los años 1970 comenzó a trabajar en la Aceitera General Deheza (AGD), fundada por su padre, empresa productora de aceite vegetal y derivados (biocombustibles), harina de soja, entre otros productos, siendo una de las principales agroexportadoras de Argentina. Posteriormente se convirtió en director del grupo industrial AGD junto con sus dos hermanos y su primo. La familia Urquía fue destacada entre las más ricas del país por la edición argentina de la revista Forbes.
AGD fue una de los principales empresas que en 2019 aportaron a las campañas presidenciales de Mauricio Macri y de Alberto Fernández tras las elecciones primarias. Es también accionista del ferrocarril Nuevo Central Argentino, concesionado a AGD, y de un puerto en Rosario, junto con Bunge Argentina.